# Gråbo, Lerums kommun
Gråbo är en tätort i Lerums kommun i Västergötland, belägen 30 kilometer nordost om Göteborg, vid länsväg 190.

## Historia

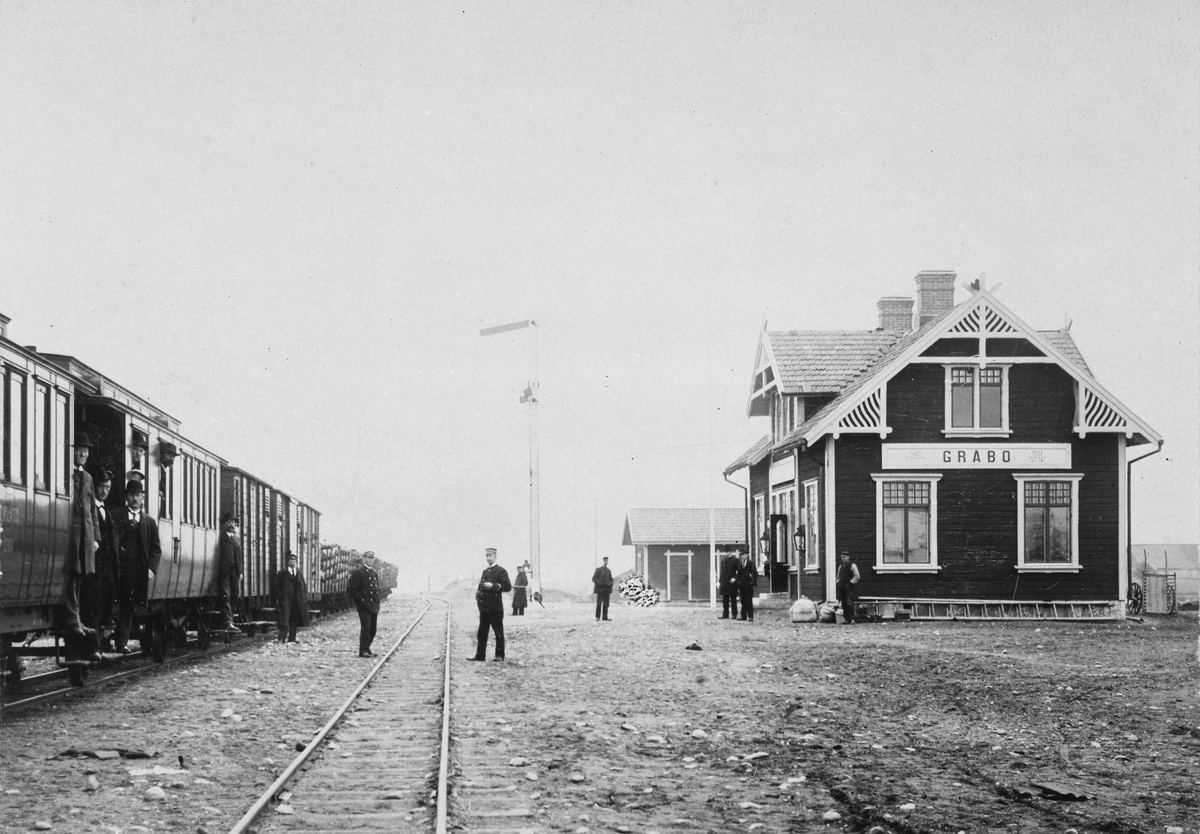
Det gamla stationshuset i början av 1900-talet.

Orten växte ursprungligen fram som ett stationssamhälle i Stora Lundby socken vid den år 1900 öppnade Västgötabanan. Järnvägs- och poststationen fick namnet Gråbo efter en närbelägen gård eftersom Stora Lundby ansågs vara för likt den redan existerande poststationen Stora Sundby i Södermanland. Tågtrafiken till Gråbo upphörde 1967 och närmaste järnvägsstation ligger idag i Stenkullen drygt 5 km söderut.      

### Befolkningsutveckling
| Befolkningsutvecklingen i Gråbo 1960–2020                                         | Befolkningsutvecklingen i Gråbo 1960–2020 | Befolkningsutvecklingen i Gråbo 1960–2020 | Befolkningsutvecklingen i Gråbo 1960–2020 | Befolkningsutvecklingen i Gråbo 1960–2020 |
| --------------------------------------------------------------------------------- | ----------------------------------------- | ----------------------------------------- | ----------------------------------------- | ----------------------------------------- |
|                                                                                   |                                           |                                           |                                           |                                           |
| År                                                                                |                                           |                                           | Folkmängd                                 | Areal (ha)                                |
| 1960                                                                              | 1960                                      |                                           | 411                                       |                                           |
| 1965                                                                              | 1965                                      |                                           | 729                                       |                                           |
| 1970                                                                              | 1970                                      |                                           | 2 625                                     |                                           |
| 1975                                                                              | 1975                                      |                                           | 3 288                                     |                                           |
| 1980                                                                              | 1980                                      |                                           | 3 225                                     |                                           |
| 1990                                                                              | 1990                                      |                                           | 3 711                                     | 168                                       |
| 1995                                                                              | 1995                                      |                                           | 3 755                                     | 189                                       |
| 2000                                                                              | 2000                                      |                                           | 3 778                                     | 189                                       |
| 2005                                                                              | 2005                                      |                                           | 4 154                                     | 229                                       |
| 2010                                                                              | 2010                                      |                                           | 4 195                                     | 231                                       |
| 2015                                                                              | 2015                                      |                                           | 6 021                                     | 547                                       |
| 2020                                                                              | 2020                                      |                                           | 6 765                                     | 561                                       |
| Anm.: Sammanvuxen med tätorten Olstorp samt småorterna Aggetorp och Stannum 2015. |                                           |                                           |                                           |                                           |

## Bankväsende
I december 1957 öppnades ett sparbankskontor i Gråbo. Även Skandinaviska banken hade ett kontor i Gråbo.
SE-bankens kontor utsattes för ett rån sommaren 1994. Mot slutet av 1990-talet lades kontoret ned. I december 2010 lade även Sparbanken Alingsås ner sitt kontor.

## Bildgalleri

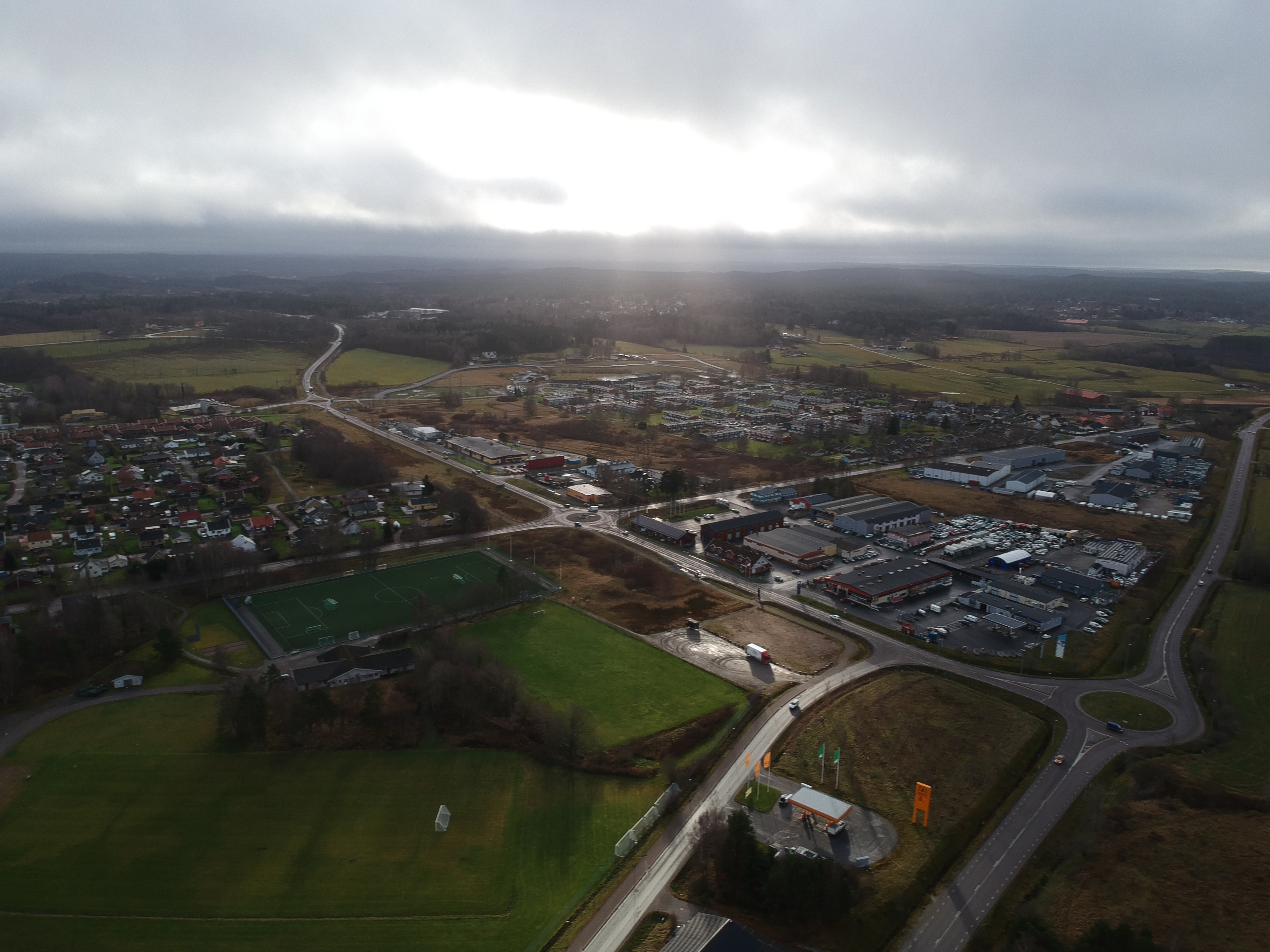
Flygfoto mot ljungviks området i Gråbo (2024)
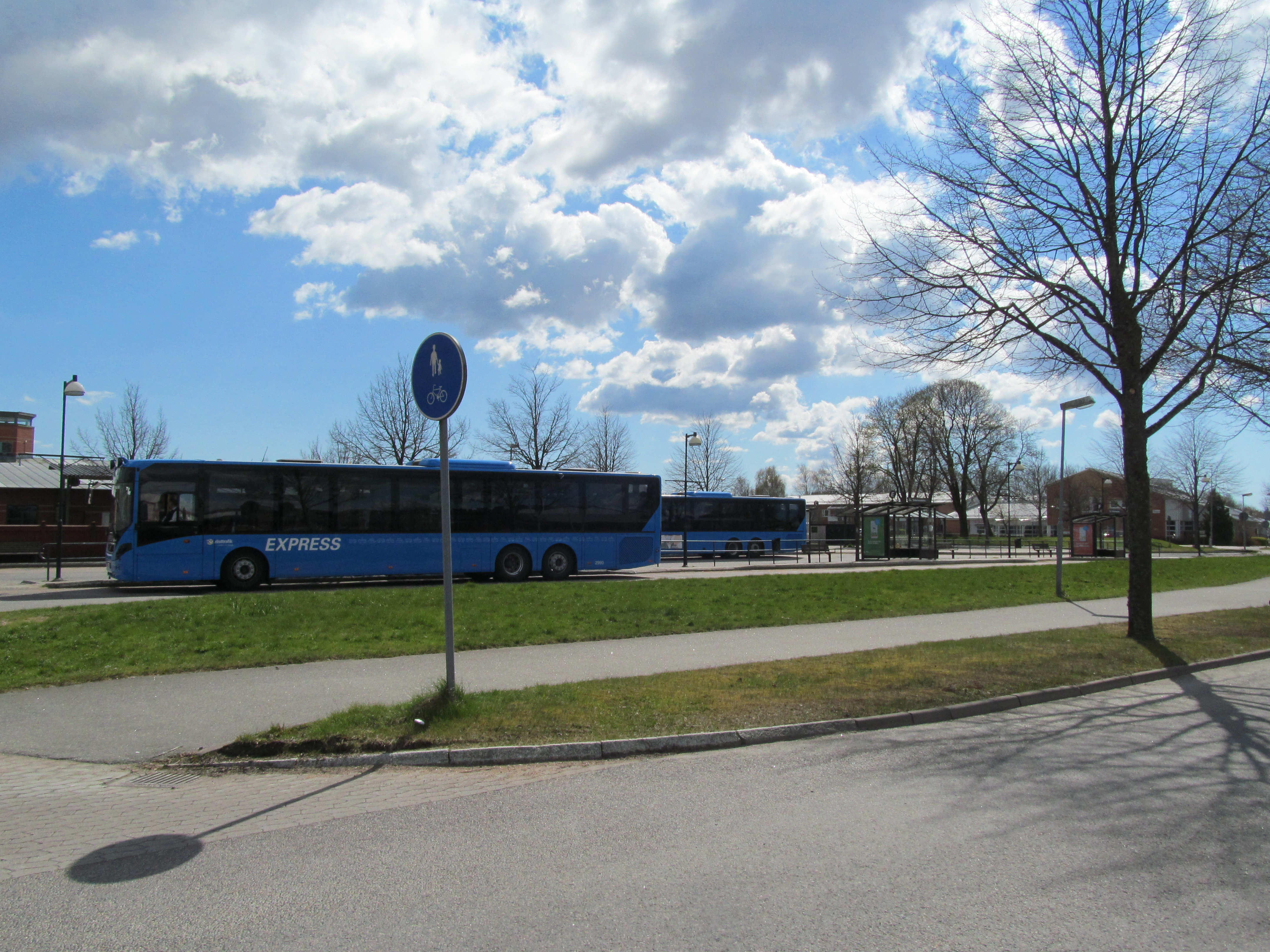
Gråbo busstation (2017)